# Jânio Gonçalves
Jânio Marcos Gonçalves Varjao (* 1. Juni 2003) ist ein brasilianischer Leichtathlet, der sich auf den Mittelstreckenlauf spezialisiert hat.

## Sportliche Laufbahn
Erste Erfahrungen bei internationalen Meisterschaften sammelte Jânio Gonçalves im Jahr 2021, als er bei den U20-Südamerikameisterschaften in Lima in 3:52,45 min die Bronzemedaille im 1500-Meter-Lauf gewann. Im Jahr darauf schied er bei den U20-Weltmeisterschaften in Cali mit 1:52,98 min in der ersten Runde im 800-Meter-Lauf aus und verpasste mit der brasilianischen 4-mal-400-Meter-Staffel mit 3:11,69 min den Finaleinzug. Anschließend gewann er bei den U23-Südamerikameisterschaften in Cascavel in 3:46,57 min die Bronzemedaille über 1500 Meter hinter dem Venezolaner Sebastián López und Joaquín Campos aus Chile. Bei den Panamerikanischen Crosslauf-Meisterschaften 2024 in San Salvador gewann er nach 29:44 min die Bronzemedaille hinter dem Ecuadorianer Segundo Jami und seinem Landsmann Johnatas de Oliveira. Im Mai belegte er bei den Ibero-Amerikanischen Meisterschaften in Cuiabá in 1:53,72 min den achten Platz über 800 Meter, ehe er bei den Straßenlauf-Südamerikameisterschaften in Asunción in 4:08,87 min die Goldmedaille über die Meile gewann. Im September gewann er bei den U23-Südamerikameisterschaften in Bucaramanga in 3:44,09 min die Silbermedaille über 1500 Meter hinter seinem Landsmann Leonardo Santos und siegte in 14:52,62 min im 5000-Meter-Lauf. Im Jahr darauf gewann er bei den Südamerikameisterschaften in Mar del Plata in 13:55,58 min die Silbermedaille über 5000 Meter hinter dem Kolumbianer Carlos San Martín.

## Persönliche Bestzeiten
- 800 Meter: 1:46,96 min, 16. September 2023 in Bragança Paulista
- 1500 Meter: 3:42,04 min, 17. September 2023 in Bragança Paulista
- 5000 Meter: 13:55,58 min, 27. April 2025 in Mar del Plata